# Sedro-Woolley
Sedro-Woolley ist eine City im Skagit County im US-Bundesstaat Washington. Das U.S. Census Bureau hat bei der Volkszählung 2020 eine Einwohnerzahl von 12.421 ermittelt. Sie gehört zur Mount Vernon–Anacortes-Metropolitan Statistical Area.

Lage von Sedro-Woolley im Skagit County

## Geschichte

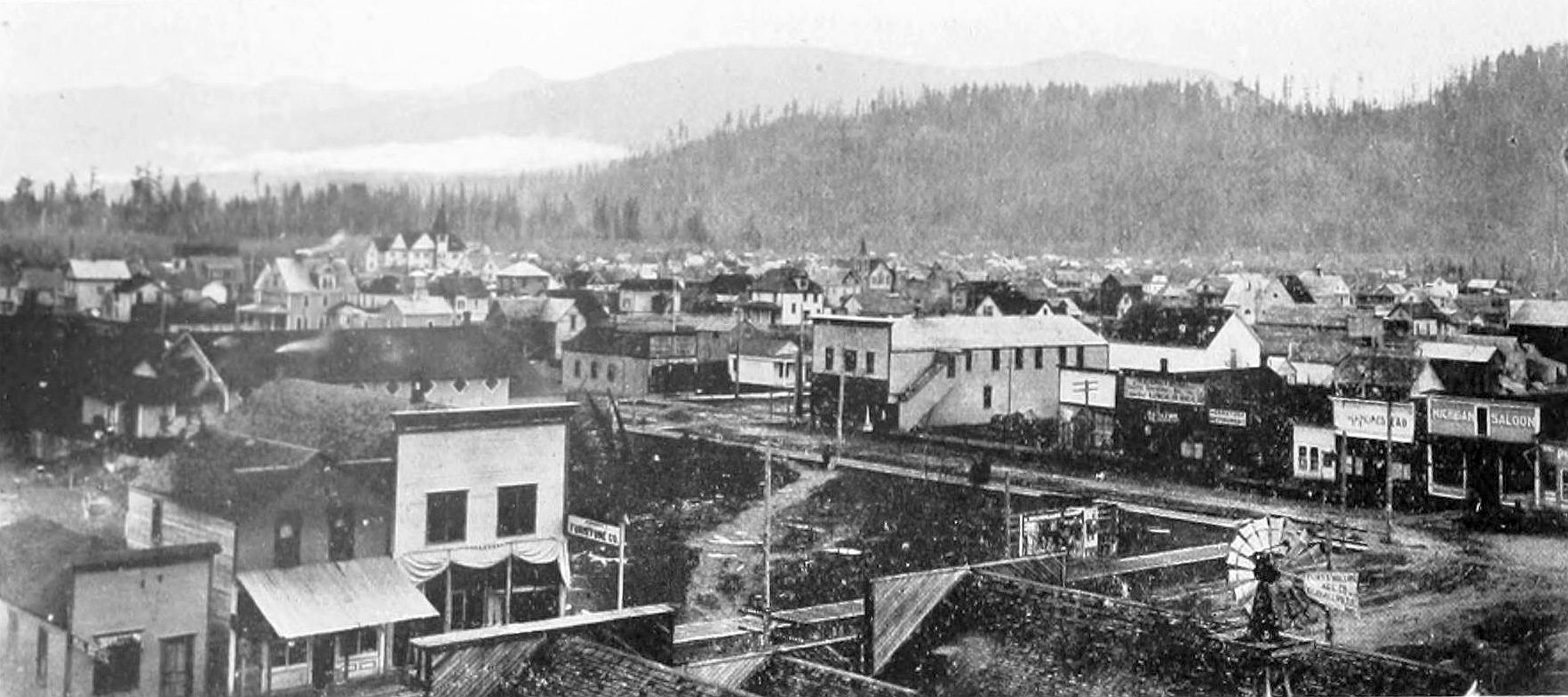
Sedro-Woolley 1906

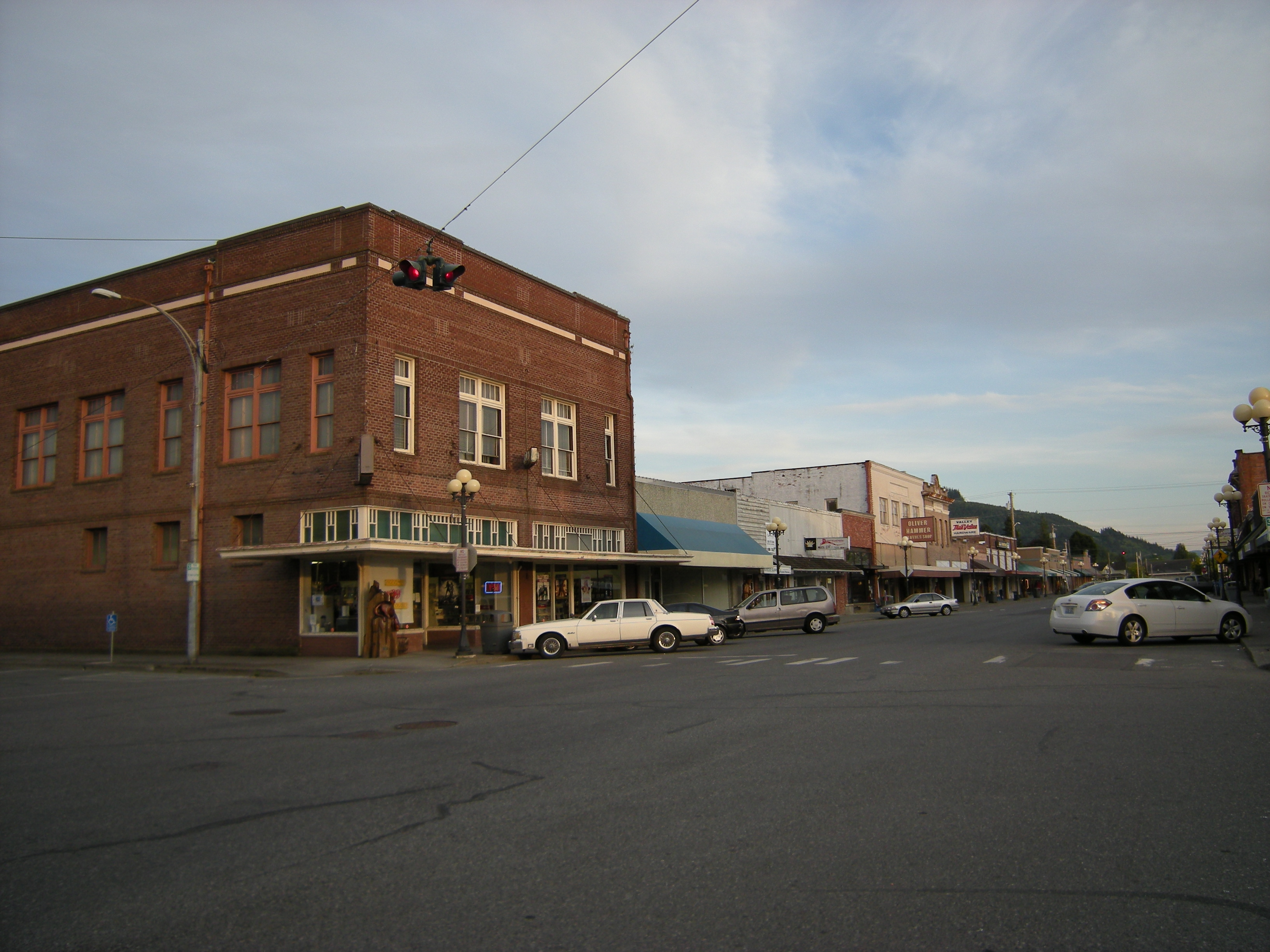
Geschäfte in der Metcalf Street in der Innenstadt von Sedro-Woolley.

Sedro-Woolley wurde offiziell am 19. Dezember 1898 durch den Zusammenschluss der bis dahin rivalisierenden Städte Bug und Woolley gebildet. Es liegt im Skagit County im nordwestlichen Washington, etwa vierzig Kilometer landeinwärts vom Puget Sound, etwa 64 Kilometer südlich der Grenze zu Kanada und etwa 105 Kilometer nördlich von Seattle.
Vier britische Junggesellen, angeführt von David Batey, machten die Gegend 1878 zu ihrer Heimstatt, nachdem flussabwärts in der Gegend von Mount Vernon Blockaden beseitigt waren. 1884–85 baute Batey ein Geschäft und ein Haus für die Familie von Mortimer Cook, die aus Santa Barbara (Kalifornien) kam, wo Cook zwei Amtszeiten als Bürgermeister verbrachte. Cook beabsichtigte, seinen neuen Heimatort im Nordwesten aufgrund der vielen Stechmücken Bug zu nennen, aber seine Frau protestierte gemeinsam mit anderen dort lebenden Frauen. Cook war schon der Namensgeber für den Ort Cook’s Ferry am Thompson River in British Columbia. Weil Bug so unpopulär war, leitete Cook den Namen der Ortschaft aus dem Spanischen ab. Er kannte das spanische Wort für Zeder, „cedro“. Durch Ersetzen des ersten Buchstabens erhielt er einen einzigartigen Namen, „Sedro“.
Sedro, am Nordufer des Skagit River gelegen, ist hochwassergefährdet. Nelson Bennett, Erschließungsingenieur der Northern Pacific Railway, begann 1899 mit dem Bau einer Gleisverbindung von der Stadt nach Fairhaven, etwa 40 Kilometer nordwestlich an der Bellingham Bay gelegen. Der Grundstückentwickler Norman R. Kelley gründete eine neue Stadt auf höher gelegenem Gelände, eine Meile (1,6 km) nordwestlich von Cooks Ort. Die Fairhaven and Southern Railroad erreichte Sedro pünktlich am Weihnachtsabend 1899, so dass Bennett Bonuszahlungen beider verbundener Städte erhielt, einen Monat, nachdem Washington der 42. Bundesstaat der USA geworden war.
Innerhalb von Monaten querten zwei weitere Eisenbahnlinien die F&S-Strecke eine halbe Meile (800 m) nördlich des neuen Sedro, so dass ein Dreieck gebildet wurde, wo schließlich elf Züge täglich verkehrten. Philip A. Woolley, wie Bennett Erschließungsingenieur bei der Eisenbahn, zog mit seiner Familie im Dezember 1899 von Elgin (Illinois) nach Sedro und kaufte um dieses Dreieck herum Land auf. Er baute die Skagit River Lumber & Shingle Mill in unmittelbarer Nachbarschaft zu den Gleisanlagen und gründete dort den nach ihm benannten Industrieort, dessen wirtschaftliche Basis der Verkauf von Eisenbahnschwellen an die drei Eisenbahn-Gesellschaften war, zu welchen auch die Seattle and Northern Railway (Vorläufer der Great Northern Railway) und die Northern Pacific Railroad gehörten.
Mittlerweile entstand in der Nähe eine vierte Stadt als F&S die Gleise eines Gleisdreiecks verlegte, das von Sedro viereinhalb Meilen (7,24 km) nordöstlich hin zu Kohlegruben führte. Bennett kaufte die Gruben gemeinsam mit Charles X. Larrabee, der auch Bergbau in Montana finanzierte. Sie verkauften ihre Anteile bald an James J. Hill, den Eigentümer der Great Northern. Die geförderte Kohle war vorzüglich für Koks (englisch coking coal) geeignet, so dass die dort wachsende Stadt den Namen Cokedale erhielt. Die Bedeutung von Cokedale schwand mit dem Niedergang der Grube und der Vereinigung der anderen Städte am 19. Dezember 1898 zu Sedro-Woolley.
Am 15. Mai 1922 entwich ein großer Zirkus-Elefant (bekannt als Tusko) aus dem Al G. Barnes Circus, der zu dieser Zeit in Sedro-Woolley gastierte. Der Elefant stampfte auf seinem Weg durch die Kleinstadt und direkt in die lokale Geschichte, dabei Zäune demolierend, Wäscheleinen zerreißend, Bäume und Telefonmasten umstoßend und ein Ford Modell T zerstörend.
Nach dem Niedergang von Holzeinschlag und Kohlebergbau wurden das nahegelegene Northern State Hospital (eine Klinik für psychisch Kranke) und Skagit Steel & Iron Works die größten Arbeitgeber im Ort. Letztere entwickelte sich vom Hinterzimmer eines örtlichen Werkzeugladens zu einem Hauptlieferanten von Arbeitsgeräten und Ausrüstungen für Kunden aus dem Holz- und Eisenbahngeschäft. Die Firma stellte Maschinen und Ausrüstungen für die Kriegsanstrengungen im Zweiten Weltkrieg her. 1953 begann sie mit der Produktion von Artilleriegranaten. 1990 hat die Firma ihren Betrieb eingestellt und das Krankenhaus wurde geschlossen. Neue Industriezweige einschließlich Robotik haben sich im Norden der Stadt etabliert.

## Regierung
Die Stadt Sedro-Woolley ist satzungsfrei (non-charter code) und arbeitet unter einem bürgermeistergeführten Stadtrat mit sieben Ratsmitgliedern. Sechs Ratsmitglieder werden in den Stadtteilen gewählt, eines in der gesamten Stadt. Jedes Ratsmitglied dient für eine Vier-Jahres-Periode. Der Bürgermeister wird alle vier Jahre in der gesamten Stadt gewählt und ist für die Exekutive verantwortlich.
Der Bürgermeister beruft unter dem Vorbehalt der Zustimmung durch den Stadtrat einen Verwaltungsleiter, der für die alltäglichen Aufgaben der Stadt verantwortlich ist. Der Polizeichef, der Chef der Feuerwehr, der IT-Leiter, der Planungschef, der Chef der Baubehörde und der Chef der Straftäter-Wiedereingliederung sind dem Verwaltungsleiter gegenüber rechenschaftspflichtig. Der Stadtrichter wird unter Vorbehalt der Zustimmung durch den Stadtrat vom Bürgermeister berufen und arbeitet unabhängig von allen anderen Zweigen der Regierung. Der Stadtbibliothekar berichtet dem Bibliotheks-Ausschuss. Sedro-Woolley ist eine Stadt, die alle kommunalen Aufgaben bewältigt; eine eigene Polizei-Abteilung, eine Feuerwehr-Abteilung, ein Abwasserbeseitigungs-Plan, Müllbeseitigung, Regenwasserableitung, Straßen-Amt und Grünflächen-Amt gehören dazu. Die Stadt unterhält eine große Zahl öffentlicher Parks und Freiflächen wie den Hammer Heritage Square in der Innenstadt von Sedro-Woolley. Der Riverfront Park am Nordufer des Skagit River ist der zentrale Platz für öffentliches Leben. Er nimmt eine Fläche von fast 24 ha ein und beherbergt Picknickplätze, Baseballfelder, einen Wohnmobil-Park, ein Amphitheater und einen Park für freilaufende Hunde. Jedes Jahr am 4. Juli veranstaltet die Stadt einen festlichen Jahrmarkt und richtet die Loggerodeo parade aus.

## Bildung
Öffentliche Schulen werden durch den Sedro-Woolley School District verwaltet, dessen Büros in der Stadt angesiedelt sind. Die Grundschulen sind die Evergreen elementary, Samish elementary, Mary – Purcelle elementary, Central elementary, Clear lake elementary, Big lake elementary und die Lyman elementary.

## Kultur
Sedro-Woolley ist Heimstatt des Loggerodeo, einer seit Mitte der 1930er Jahre stattfindenden jährlichen Veranstaltung um den 4. Juli herum. Das Ereignis ist im westlichen Washington populär und eine der ältesten ländlichen Sommer-Events im Bundesstaat, dessen einzelne Veranstaltungen auf eine teils hundertjährige Tradition verweisen können. Das Loggerodeo bietet einen Jahrmarkt, einen Wettlauf, ein Baumstamm-Flößen, eine traditionelle Holzfäller-Show, einen Rodeo-Wettbewerb, eine Kinder-Parade, die jährliche Parade zum 4. Juli sowie einen Wettbewerb für Holzskulpturen, an dem nur eingeladene Künstler teilnehmen. Die beliebtesten Skulpturen der Wettbewerbe vergangener Jahre werden in der Innenstadt aufgestellt.

## Geographie

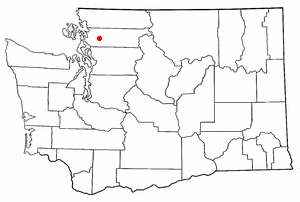
Lage von Sedro-Woolley (Washington)

Nach dem United States Census Bureau nimmt die Stadt eine Gesamtfläche von 9,87 km² ein und besitzt keine Wasserflächen.
Sedro-Woolley liegt auf halbem Weg zwischen Seattle und Vancouver.

## Klima
In Sedro-Woolley herrscht sommerwarmes Mittelmeerklima gemäß der Klimaklassifikation nach Köppen und Geiger, das aber zu einem Seeklima tendiert, bedingt durch den Trend zu geringerer Austrocknung im Sommer als anderswo im westlichen Washington.
|                        | Jan    | Feb    | Mär    | Apr   | Mai   | Jun   | Jul   | Aug   | Sep   | Okt    | Nov    | Dez    |   |          |
| Mittl. Temperatur (°C) | 6,9    | 9,3    | 11,8   | 15,3  | 18,7  | 21,2  | 23,8  | 23,8  | 20,7  | 15,8   | 10,4   | 7,6    | ⌀ | 15,5     |
| Mittl. Tagesmax. (°C)  | 19,44  | 23,33  | 27,78  | 34,44 | 35,0  | 37,22 | 36,67 | 36,11 | 32,78 | 30,0   | 24,44  | 23,33  | ⌀ | 30,1     |
| Mittl. Tagesmin. (°C)  | −18,89 | −18,33 | −13,33 | −3,89 | −3,89 | −1,11 | −0,55 | 1,11  | −2,22 | −6,67  | −16,11 | −17,22 | ⌀ | −8,4     |
|                        |        |        |        |       |       |       |       |       |       |        |        |        |   |          |
| Niederschlag (mm)      | 146,05 | 106,93 | 109,73 | 90,42 | 72,64 | 65,02 | 36,83 | 43,43 | 77,47 | 117,09 | 164,59 | 153,67 | Σ | 1.183,87 |
|                        |        |        |        |       |       |       |       |       |       |        |        |        |   |          |
| Regentage (d)          | 19     | 16     | 18     | 15    | 13    | 11    | 6     | 7     | 11    | 15     | 20     | 20     | Σ | 171      |

| −18,89 |

| −18,33 |

| −13,33 |

| −3,89 |

| −3,89 |

| −1,11 |

| −0,55 |

| 1,11 |

| −2,22 |

| −6,67 |

| −16,11 |

| −17,22 |

| −18,89 |

| −18,33 |

| −13,33 |

| −3,89 |

| −3,89 |

| −1,11 |

| −0,55 |

| 1,11 |

| −2,22 |

| −6,67 |

| −16,11 |

| −17,22 |

## Demographie
| Jahr | Einwohner¹ |
| ---- | ---------- |
| 1900 | 885        |
| 1910 | 2.129      |
| 1920 | 2.379      |
| 1930 | 2.719      |
| 1940 | 2.954      |
| 1950 | 3.299      |
| 1960 | 3.705      |
| 1970 | 4.958      |
| 1980 | 6.110      |
| 1990 | 6.031      |
| 2000 | 8.658      |
| 2010 | 10.540     |
| 2020 | 11.476     |

¹ 1900–2020: Volkszählungsergebnisse. 

### Census 2000
Nach dem Census von 2000 hatte Sedro-Woolley 8.658 Einwohner, 3.205 Haushalte und 2.176 Familien. Die Bevölkerungsdichte betrug 983,2/ km². Es gab 3.334 Wohneinheiten bei einer mittleren Dichte von 378,6/ km². Die Bevölkerung bestand zu 91,97 % aus Weißen, zu 0,25 % aus Afroamerikanern, zu 1,59 % aus Indianern, zu 0,81 % aus Asiaten, zu 0,13 % aus Pazifik-Insulanern, zu 3,25 % aus anderen „Rassen“ und zu 2 % aus zwei oder mehr „Rassen“. Hispanics oder Latinos „jeglicher Rasse“ bildeten 7,23 % der Bevölkerung.
Von den 3.205 Haushalten beherbergten 37,5 % Kinder unter 18 Jahren, 49,8 % wurden von zusammen lebenden verheirateten Paaren und 13,5 % von alleinerziehenden Müttern geführt; 32,1 % waren Nicht-Familien. 25,9 % der Haushalte waren Singles und 12,6 % waren alleinstehende über 65-jährige Personen. Die durchschnittliche Haushaltsgröße betrug 2,62 und die durchschnittliche Familiengröße 3,14.
Der Median des Alters in der Stadt betrug 33 Jahre. 28,8 % der Einwohner waren unter 18, 9,2 % zwischen 18 und 24, 29,3 % zwischen 25 und 44, 18,4 % zwischen 45 und 64 und 14,3 % 65 Jahre oder älter. Auf 100 Frauen kamen 90,3 Männer, bei den über 18-Jährigen waren es 84,8 Männer auf 100 Frauen.
Alle Angaben zum mittleren Einkommen beziehen sich auf den Median. Das mittlere Haushaltseinkommen betrug 37.914 US$, in den Familien waren es 40.918 US$. Männer hatten ein mittleres Einkommen von 35.215 US$ gegenüber 23.636 US$ bei Frauen. Das Pro-Kopf-Einkommen betrug 16.517 US$. Etwa 10,7 % der Familien und 11,3 % der Gesamtbevölkerung lebte unterhalb der Armutsgrenze; das betraf 12,9 % der unter 18-Jährigen und 16,1 % der über 65-Jährigen.

### Census 2010
Nach dem United States Census Bureau gab es 2010 in der Stadt 10.540 Einwohner, 3.995 Haushalte und 2.609 Familien. Die Bevölkerungsdichte betrug 1.068,1/ km². Es gab 4.303 Wohneinheiten bei einer mittleren Dichte von 436,1/ km². Die Bevölkerung bestand zu 86,1 % aus Weißen, zu 0,3 % aus Afroamerikanern, zu 1,9 % aus Indianern, zu 1,4 % aus Asiaten, zu 6,8 % aus anderen „Rassen“ und zu 3,3 % aus zwei oder mehr „Rassen“. Hispanics oder Latinos „jeglicher Rasse“ bildeten 14 % der Bevölkerung.
Von den 3.995 Haushalten beherbergten 36,9 % Kinder unter 18 Jahren, 43,9 % wurden von zusammen lebenden verheirateten Paaren, 14,9 % von alleinerziehenden Müttern und 6,5 % von alleinstehenden Vätern geführt; 34,7 % waren Nicht-Familien. 27 % der Haushalte waren Singles und 10,2 % waren alleinstehende über 65-jährige Personen. Die durchschnittliche Haushaltsgröße betrug 2,59 und die durchschnittliche Familiengröße 3,12.
Der Median des Alters in der Stadt betrug 33,7 Jahre. 27,3 % der Einwohner waren unter 18,9 % zwischen 18 und 24, 28,2 % zwischen 25 und 44, 22,7 % zwischen 45 und 64 und 12,7 % 65 Jahre oder älter. Von den Einwohnern waren 48,3 % Männer und 51,7 % Frauen.

## Persönlichkeiten
- John Stillings (* 1955), Ruderer